# Sbeitla
Sbeitla (ar.: سبيطلة) este un oraș în Tunisia.
Sbeitla, vechea Sufetula romană, este situat în partea de centru-vest a Tunisiei, la aproximativ 250 km sud-vest de Tunis și aparține administrativ de guvernoratul de Kasserine.
Este unul dintre siturile antice cele mai bine conservate din țară și este considerat ca fiind un punct obligatoriu de trecere între nord și sud. De aceea stabilirea populației aici este străveche, cel puțin în împrejurimile imediate ale cetății antice, unde au fost descoperite mai multe formațiuni care datează din mileniul al VIII-lea. Dar, înființarea orașului în sine de romani, favorizată de existența unor izvoare, a unor cariere și platouri, datează din a doua jumătate a sec. I d.C., sub dinastia Flavilor, probabil din aceeași perioadă cu Ammaedara (Haidra). 
Economia regiunii, în mod special cea a sitului Sufetula era esențialmente bazată pe cultura măslinului și pe producția ceramică, la fel ca în zilele noastre, favorizând prosperitatea orașului și construirea mai multor monumente publice uneori restaurate de mecenați (terme publice, teatru etc). 
Odată cu propagarea creștinismului și aidoma celor mai multe cetăți africane, Sufetula devine, cel mai târziu în secolul III d.C., sediul unei episcopii. Numele mai multor episcopi ai orașului ne sunt cunoscuți prin procesele verbale ale conciliilor care s-au reunit în mai multe situri africane, unul dintre cele mai cunoscute fiind cel convocat de împăratul Honorius în anul 411 pentru a condamna donatismul.
În timpul ocupației vandale (439-533), regiunea face parte din domeniul regal, fără ca apartenența ei să fie certificată, în afara unot texte epigrafice, prin veritabile mărturii arheologice din această perioadă.
In sfârșit, odată cu recucerirea bizantină din perioada împăratului Iustinian, în 533, Sufetula va deveni unul dintre sediile statului major bizantin. Patriciul Gregorie care și-a declarat, la începutul secolului VII, independența față de împărat, alege, se pare, orașul, ca loc de reședință. În această perioadă un număr de edificii sunt fortificate pentru a rezista pericolului reprezentat de triburile berbere și de acela, mult mai puternic, al armatelor musulmane venite din Tripolitania în sud. Si tocmai aici, la Sbeitla sau în imediata apropiere, au avut loc primele bătălii între bizantini și musulmani, bătălii care înregistrează în anul 647 victoria noii religii, deschizând astfel o nouă pagină în istoria Tunisiei în particular, și în cea a Africii de Nord, în general. Cercetări recente demonstrează că situl a continuat să fie ocupat în primele secole ale Islamului.

### Galerie de imagini

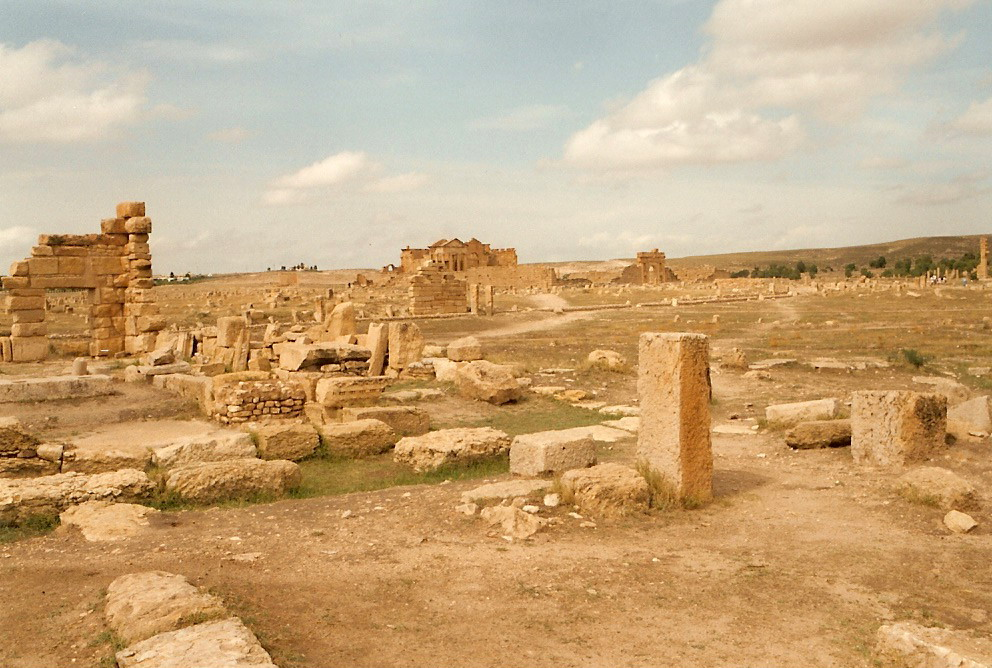
Sbeitla (fosta Sufetula)
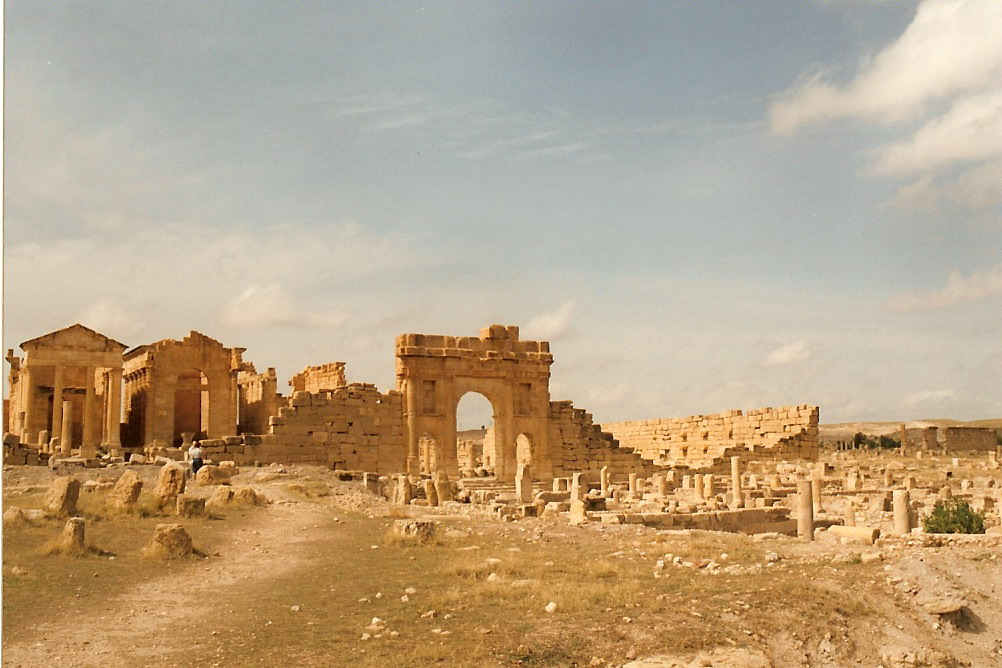
Sbeitla (Capitoliul si Arcul de triumf al lui Antoninus Pius 139 d.C.)
Sbeitla (Arcul de triumf al lui Antoninus Pius, 139 d.C.)
Sbeitla (Capitoliul si Arcul de triumf al lui Antoninus Pius 139 d.C.)
Sbeitla (Arcul de triumf al lui Antoninus Pius, 139 d.C.)
Sbeitla (Capitoliul şi Forumul)
Sbeitla (Capitoliul – Templul lui Jupiter)
Sbeitla (Capitoliul)
Sbeitla (Teatrul)
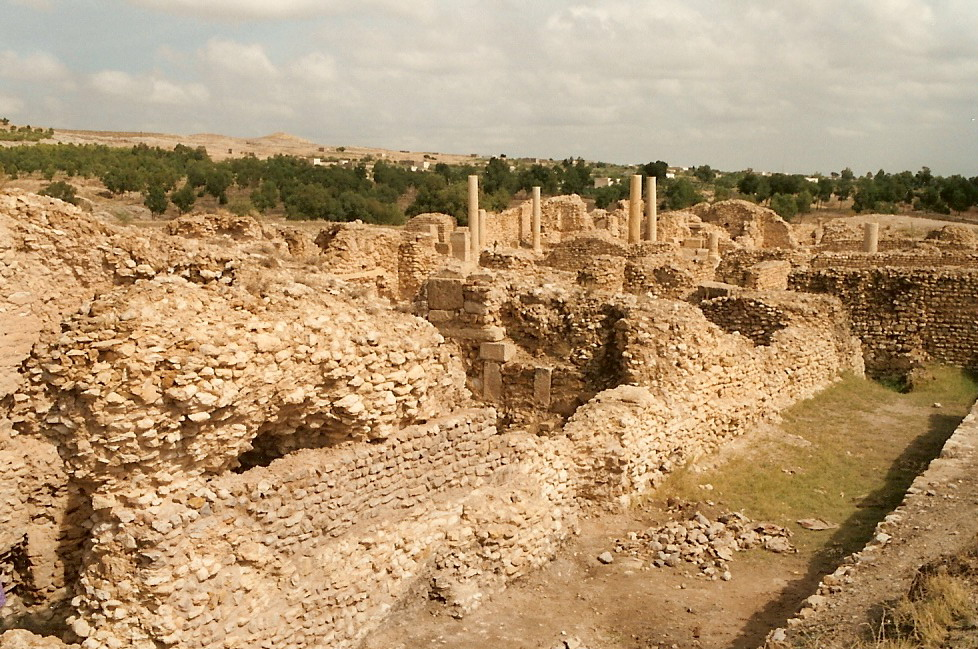
Sbeitla (Thermele)
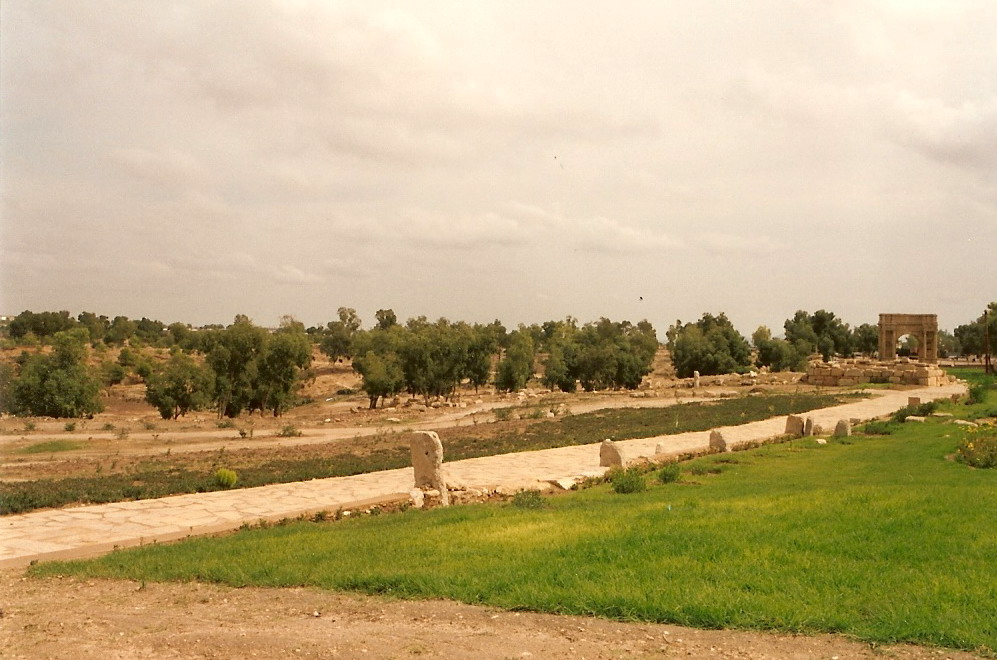
Sbeitla (Arcul de triumf al lui Diocletian, sec.III d.C.)
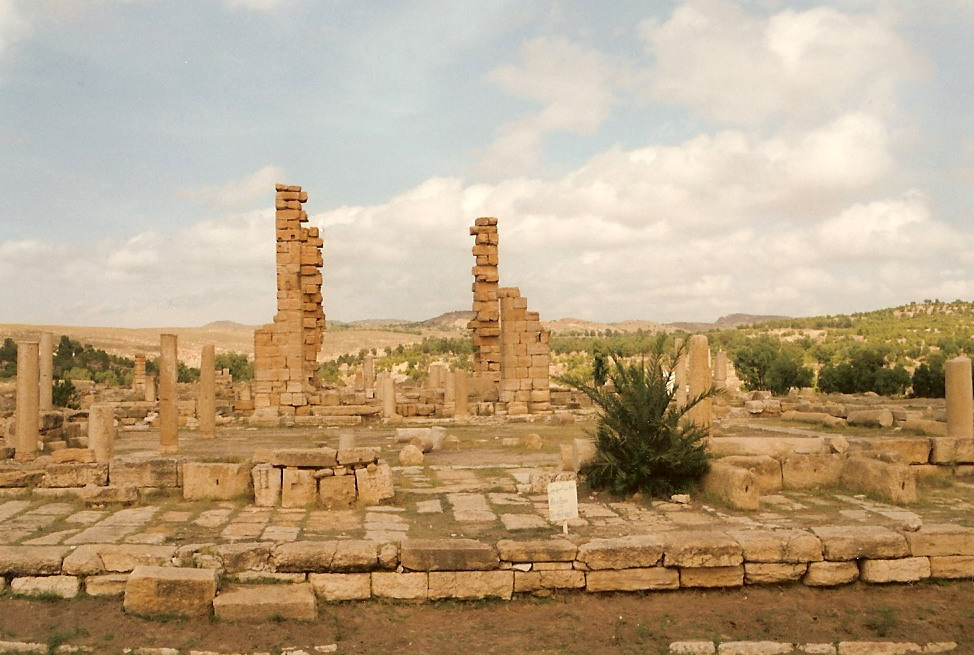
Sbeitla (Biserică paleocreştină)